# Laniatores
Los laniatores (Laniatores) son un suborden de Opiliones con más de 4.000 especies descritas en todo el mundo. La mayoría son dependientes de ambientes húmedos, por lo cual son endémicos a los bosques templados y tropicales. 
Son el suborden que comprende la mayor cantidad de especies de opiliones, caracterizándose por poseer espinas y por sus patas relativamente cortas, no más de 5 veces el ancho del cuerpo.

## Morfología
Su cuerpo posee una dura coraza, con muchos ornamentos tales como tubérculos, espinas y proyecciones. Estos patrones, junto a los órganos reproductores, son los usados a la hora de reconocer las especies. Su escudo dorsal (placa en el opistosoma o abdomen) consiste en una sola pieza, peltidum, se encuentra completamente fusionado con el escudo abdominal. 
Los pedipalpos son grandes, delgados, espinosos y fuertes, las espinas son duras y resistentes. Tienen también en los pares de patas 3º y 4º dos garras separadas o en rama y poseen una uña terminal móvil en todas sus patas. 
El ovipositor es corto, y no segmentado, similar al de Dyspnoi. El pene es complejo y muy esclerotizado, poseyendo en algunos casos un músculo penial, aunque la mayoría de los casos carecen de este funcionando por la presión de la Hemolinfa.

## Taxonomía
Este suborden esta altamente aceptado, al igual que el resto de los subórdenes de los opiliones, pero hay discusión acerca de la filogenia de las superfamilias. 
En 1961 Silvahy lo dividió en dos, Oncopodomorphi y Gonyleptomorphi. Para luego Martens, 1976, desarrollar el siguiente árbol (Travunioidea(Oncopodoidea+Gonyleptopidea)). Pero Kury propone que Oncopodoidea y Gonyleptopidea son grupos parafiléticos y por tanto serían un clado llamado Grassatores en el 2002. Sin embargo Giribet llega a los mismos resultados que Martens y conjunto a Wheeleren en 1999, proponen un árbol similar ((Travunioidea+Oncopodoidea) Gonyleptopidea). Siendo en este último Trevunioidea un grupo hermano a los otros dos. 
Actualmente se han desarrollado una mayor complejidad en este orden, aceptándose los infraórdenes Grassatores y Insidiatores, con múltiples superfamilias. Pero la taxonomía de las familias aun es muy cuestionada con casi ninguna base excepto algunas como Cosmetidae.
- Infraorden Insidiatores Loman, 1900
  - Superfamilia Travunioidea Absolon & Kratochvil, 1932
  - Superfamilia Triaenonychoidea Sørensen, 1886
- Infraorden Grassatores Kury, 2002
  - Superfamilia Assamionoidea Sørensen, 1886
  - Superfamilia Phalangodoidea Simon, 1879 
  - Superfamilia Samooidea Sørensen, 1886
  - Superfamilia Zalmoxoidea Sørensen, 1886
  - Superfamilia Gonyleptoidea Sundevall, 1833